# Georgstaler

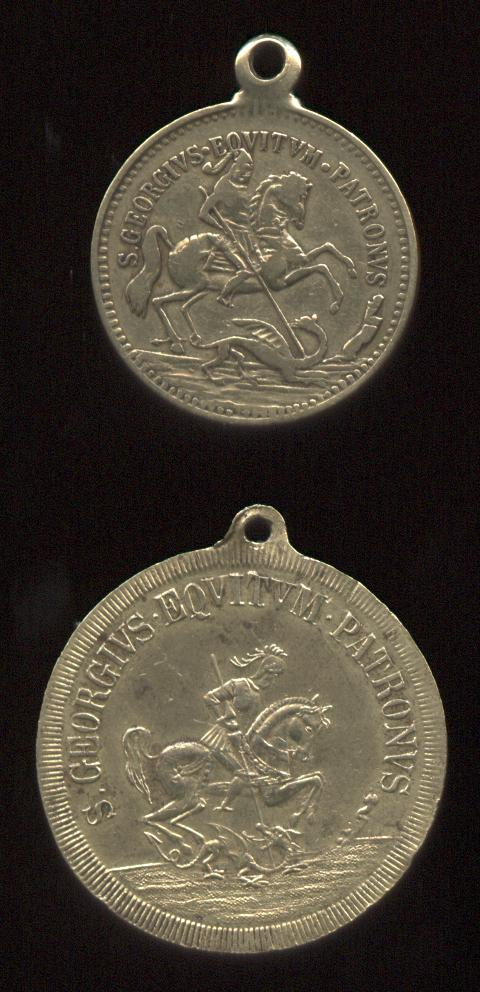
Zwei Messingamulette nach Art der Georgstaler, 19. Jahrhundert, Vorderseite

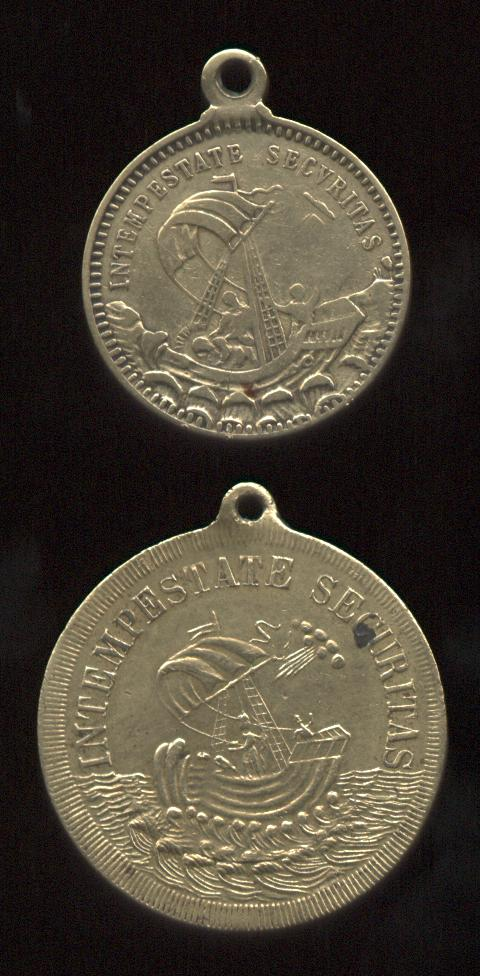
Zwei Messingamulette nach Art der Georgstaler, 19. Jahrhundert, Rückseite

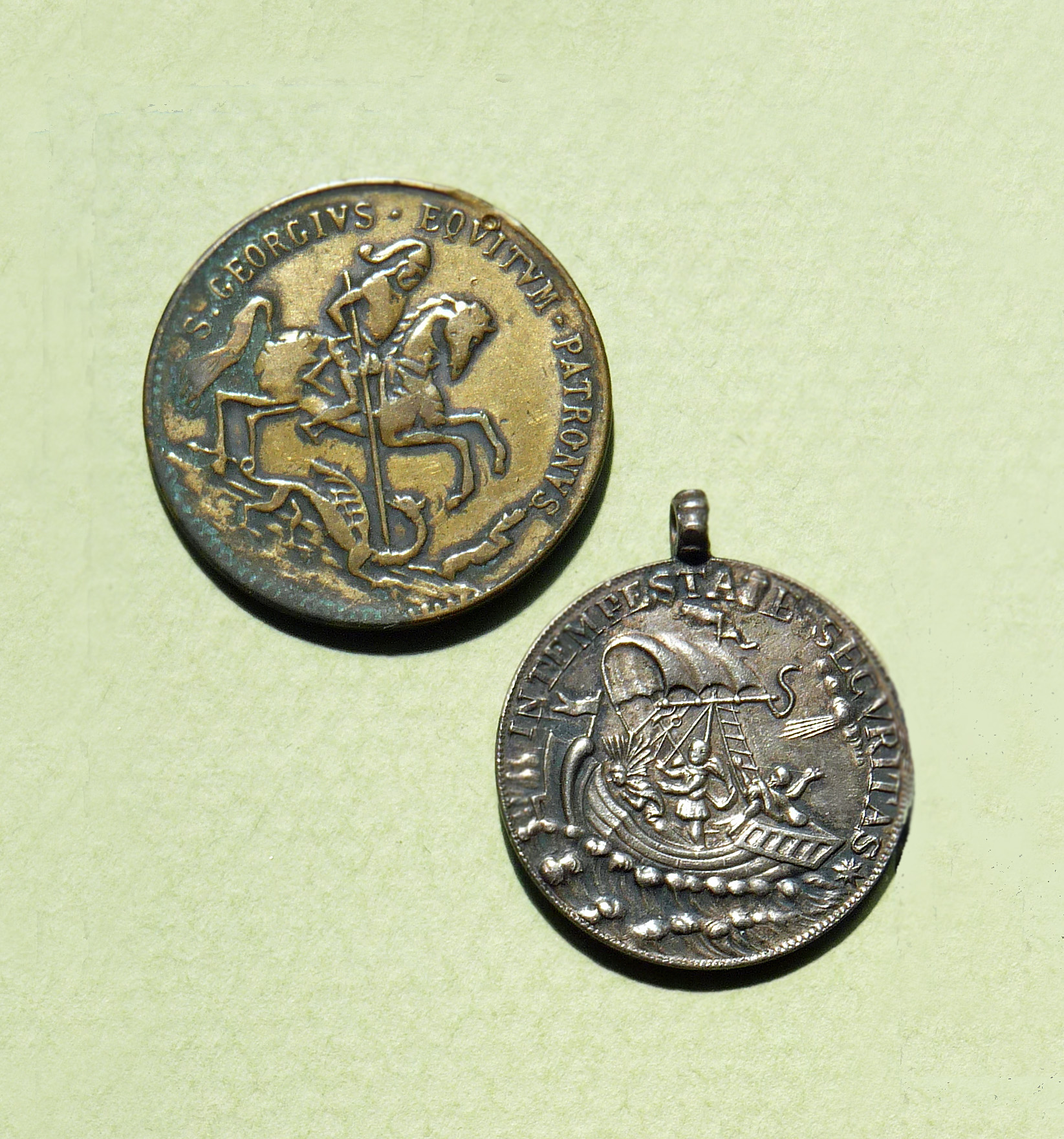
Amulette nach Art der Georgstaler (17. Jahrhundert), im Sundgaumuseum Altkirch

Als Georgstaler werden Talermünzen bezeichnet, welche die Grafen von Mansfeld seit 1521 schlagen ließen und die deren Hauspatron St. Georg zeigen. Da man den Talern wegen der Georgsdarstellung eine beschützenden Kraft für Reiter und Soldaten zusprach, wurden sie als Schutzamulette sehr begehrt, deshalb auch durch andere Münzstätten in ähnlicher Form nachgeprägt und schließlich sogar als Amulett-Anhänger in den verschiedensten Metallen hergestellt und vertrieben.

## Geschichte
Ab 1521 ließen die Grafen von Mansfeld silberne Talermünzen schlagen, die auf der Vorderseite das Bild des Hauspatrons St. Georg, als Ritter, hoch zu Ross und auf der anderen Seite das gräfliche Wappen zeigen.
Infolge der imposanten Darstellung des Soldaten- und Reiterpatrons St. Georg waren diese Taler als Schutzamulette sehr beliebt. Man hatte sie gerne bei sich und versah sie auch oft mit Löchern bzw. Henkeln, um sie um den Hals tragen zu können. In abergläubischer Weise schrieb man ihnen zudem übersinnliche Eigenschaften zu, etwa Schutz vor dem bösen Blick, vor Krankheit und Verwundung, sowie vor Gefahr für Leib und Leben schlechthin. Besondere Verbreitung fanden sie im Dreißigjährigen Krieg. 

In einem Münzlexikon berichtet Karl Christoph Schmieder 1811 darüber:

„Der Zufall wollte, daß einmal ein Officier im Treffen von einer Kugel getroffen, aber nicht verwundet wurde, weil sie sich von einem solchen Georgenthaler, den er als Nothpfennig eingenähet bei sich trug, abprallte. Die Sache ward ruchbar und, wie billig, schrieb man den Erfolg dem Patrono Comitum et Dominorum (dem Patron der Grafschaft und ihrer Herren) zu. Man glaubte zuversichtlich, daß ein Georgsthaler gegen Hieb, Stoß und Schuß fest mache, auch wohl vor gefährlichem Sturz mit dem Pferde sicher stelle. Von dieser Zeit an wollte jeder Officier damit versehen seyn und ein Georg war ein wesentliches Stück seiner Equipage. Durch die häufige Nachfrage wurden die Thaler so selten, daß man das Stück mit 20 bis 30 Reichstalern bezahlen mußte.“

So kam es, dass die Mansfelder Prägeanstalt den Bedarf letztlich nicht mehr decken konnte und man den Taler auch an anderen Münzstätten nachprägte, dort allerdings ohne das Wappen der Grafen von Mansfeld. Hauptsächlich geschah das Ende des 17. Jahrhunderts im seinerzeit ungarischen Kremnitz. Hier schuf der Medailleur Hermann Roth von Rothenfels (1654–1726) den Taler mit zeitgemäßer Barockdarstellung des heiligen Georg.
Die Rückseite ziert nun statt des Wappens eine Szene aus dem Neuen Testament, nämlich den im Sturm auf einem Segelschiff schlafenden Christus. In dieser neuen Form avancierte der Georgstaler zum gängigsten Schutzamulett der Soldaten schlechthin. Jeder Kämpfer wollte eine solch fromme Münze als Glücksbringer bei sich tragen, weshalb sie bald mit dem 20- oder 30fachen Wert gehandelt und nahezu unerschwinglich wurde. Besonders die Türkenkriege förderten jetzt ihre Popularität. 
Die hohe Nachfrage – auch bei niedrigeren Militärrängen und im Volk – führte dazu, dass man hauptsächlich die Georgstaler des Kremnitzer Musters gehenkelt und gelocht, in den verschiedensten Größen, Stärken und Metallen, auch als Amulettanhänger prägte. Diese sind wegen ihrer billigeren Anschaffung noch mehr verbreitet als die Silbertaler gleichen Aussehens.
Vom Ende des 17. Jahrhunderts bis zum Ende des 19. Jahrhunderts war der Kremnitzer Georgstaler – als Münze oder als Anhänger – in unveränderter Darstellung das beliebteste Soldatenamulett in Mitteleuropa, weshalb diese Stücke auch oft als Bodenfunde ausgegraben werden. Sie gehörten einst zum festen Bestandteil jedes Marketendersortiments und wurden konfessionsübergreifend getragen.
Die Medaillen galten überdies auch als Schutzamulette der Reiter allgemein sowie der Seefahrer wegen der abgebildeten Schiffsszene. So ähnelt beispielsweise die Sankt-Georgs-Medaille des Bundesnachrichtendienstes stilistisch einem Entwurf von Christian Hermann Roth (1645–1690).

## Vorderseite
Die Vorderseite zeigt den Hl. Georg als Ritter, hoch zu Ross, mit dem Drachen kämpfend.
Die Umschrift lautet: S. GEORGIUS EQUITUM PATRONUS. (St. Georg Schutzpatron der Reiter)

## Rückseite
Die Rückseite zeigt ein Segelschiff mit dem schlafenden Christus im Sturm.
Hier lautet die Umschrift: IN TEMPESTATE SECURITAS. (Im Sturme Sicherheit)

## Nachläufer
Anlässlich der 100-jährigen Zugehörigkeit der Grafschaft Mansfeld zum Königreich Preußen prägte die Berliner Münze 1915 ein silbernes Dreimarkstück, das man auch als „Mansfelder Segenstaler“ bezeichnet, da es die Inschrift „SEGEN DES MANSFELDER BERGBAUES“ trägt. Die Schauseite dieser Münze greift noch einmal die berühmte Darstellung des Hl. Georg des ursprünglichen Mansfelder Georgstalers auf.